# Wind It Up
Pour la chanson de Prodigy, voir Wind It Up (Rewound).
Singles de Gwen Stefani
Crash
(2006) The Sweet Escape
(2007)
Wind It Up est une chanson aux sonorités pop-rap écrite par Gwen Stefani et Pharrell Williams. La chanson reprend une interpolation de la chanson The Lonely Goatherd, composée par Richard Rodgers et Oscar Hammerstein II et extraite de la comédie musicale La Mélodie du bonheur (1959) et du film La Mélodie du bonheur (1965). La chanson est présente sur la tournée Harajuku Lovers Tour 2005 de Stefani avant d'être intégrée à l'album studio The Sweet Escape sorti en décembre 2006.
La critique accueille négativement la chanson. Le yodel, les paroles vantant sa marque de vêtement ou l'imitation de la voix de Fergie lui sont principalement reprochés. La chanson est certifiée disque d'or en Australie et Nouvelle-Zélande, et se classe dans le top 20 d'une vingtaine de classements musicaux.
En novembre 2006 sort le clip vidéo réalisé par Sophie Muller. Le clip s'inspire de nombreuses tenues et scènes de La Mélodie du bonheur. Stefani fait allusion à l'art de l'évasion dans son clip.

## Genèse et écriture

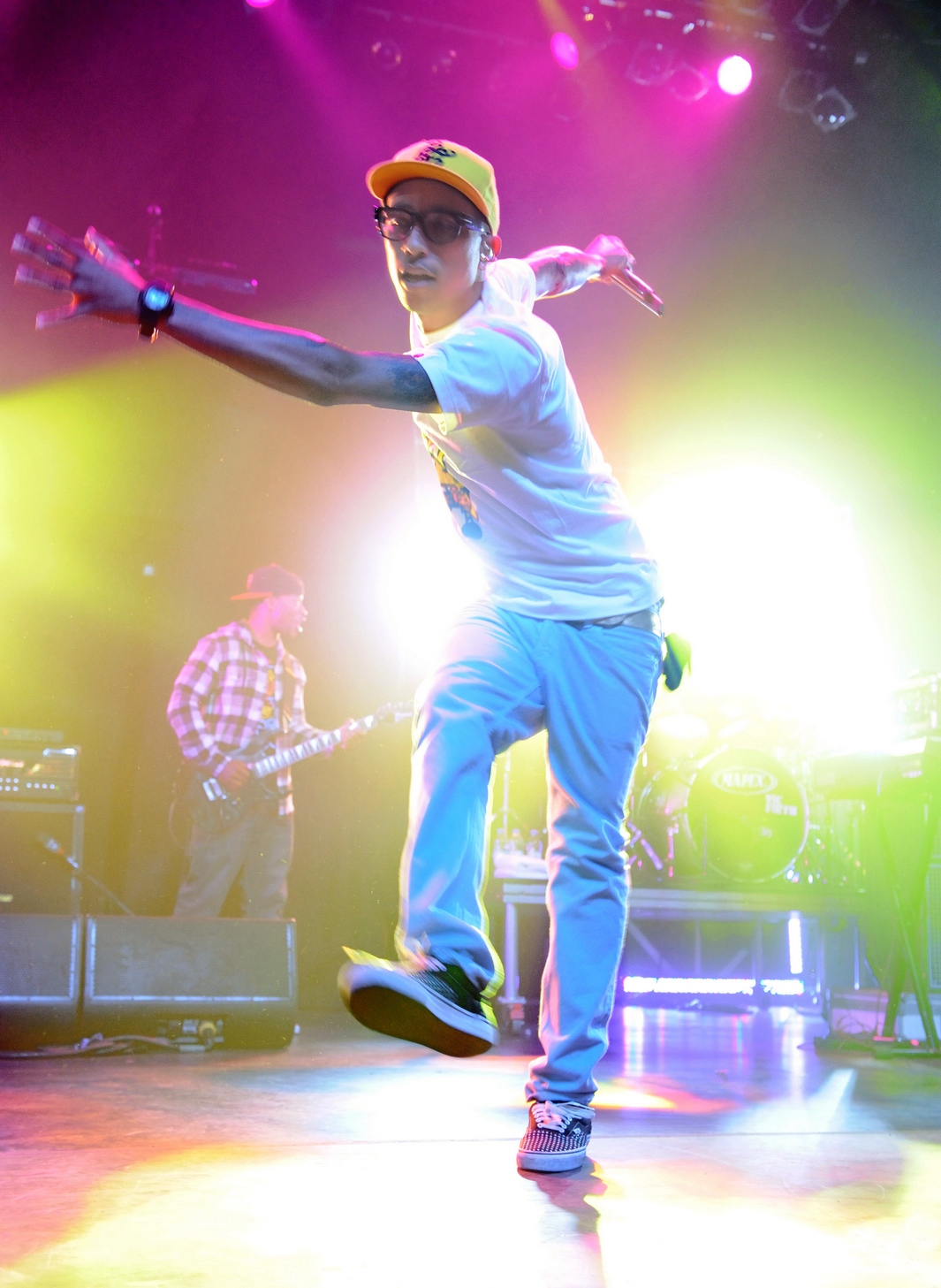
Pharell Williams n'apprécie pas les ajouts du yodel et de en de la Mélodie du Bonheur.

En juillet 2005, Gwen Stefani commence à composer et à enregistrer des chansons avec Pharrell Williams à Miami en Floride par sessions de travail,. Au cours d'une des sessions, Wind It Up est composée pour un défilé de mode prévu en septembre 2005 de la marque de vêtement L.A.M.B. que détient Stefani. Le duo rencontre des difficultés pour composer la mélodie de la ligne de basse.
Lors du défilé de sa marque à New-York, Stefani fait appel au DJ Jeremy Healy afin de créer un mashup de la chanson et de The Lonely Goatherd composée par Richard Rodgers et Oscar Hammerstein II, une chanson extraite de la comédie musicale La Mélodie du bonheur (1959) et du film La Mélodie du bonheur (1965). La chanteuse considère La Mélodie du bonheur comme son film préféré. Elle fait part qu'elle a toujours voulu réutiliser le rythme d'une des chansons. Stefani est satisfaite du mashup de Healy. Néanmoins Williams n'apprécie pas le rajout du yodel et de La Mélodie du bonheur au titre.
Les paroles ne sont pas narratives, et Stefani affirme qu'« une chanson comme Wind It Up ne parle de rien ». Dans la chanson, Stefani parle de la manière dont les garçons regardent les filles danser. Stefani fait référence à sa marque de vêtement L.A.M.B. dans des paroles rappées : « Ils aiment la façon dont L.A.M.B. s'affiche sur mon tee-shirt »,. Le titre contient aussi des paroles brèves telles que « Elle est folle, n'est-ce pas ? » enregistré par Williams.

## Accueil

### Accueil critique
Wind It Up reçoit des avis négatifs par les critiques de musique pop contemporaine. Le magazine Entertainment Weekly qualifie la ligne de basse de « caoutchouteuse », reproche à la chanson son manque de mélodie et la vacuité de la référence à la ligne de vêtements de Stefani tout comme Stephen Thomas Erlewine d'AllMusic qui constate que « rien dans ce morceau ne marche vraiment » et pointe des paroles matérialistes vantant la ligne de vêtement de Stefani. Bill Lamb d'About.com accorde au titre une « bonne note pour sa capacité à distraire » mais ajoute que c'est un remaniement du titre Rich Girl (2005) issu de son premier album Love. Angel. Music. Baby. (2004). Charles Merwin de Stylus Magazine est indécis au sujet du titre, arguant qu'il empêche « quelque chose de bien moins intéressant d'être diffusé ». OMH Media trouve que la chanson est  « tout simplement horrible, et probablement le pire lancement d'un album » en 2006.
Les reproches se concentrent sur le yodel et l'échantillonnage de The Lonely Goatherd de la Mélodie du Bonheur. Rolling Stone qualifie la chanson de « yodel-trocious » et souligne « l'imitation de la voix de Fergie ». Il ajoute ironiquement que le succès de London Bridge (2005) de Fergie est lui-même basé sur une imitation de Stefani dans Hollaback Girl (2005). The Guardian apprécie la chanson comme étant « un sommet de folie »,. Inversement, Pitchfork pense que le yodel et les gémissements de Stefani sont un « gâchis », et que son « argot de la rue » est « crétin ». USA Today trouve le titre « de mauvais goût » et « maladroit » en citant le yodel, le rap et l'interpolation de la Mélodie du Bonheur. NME s'interroge sur « qui a pu croire que le yodel, la Mélodie du Bonheur et un rap érotique pourraient être dignes » de Stefani. Il trouve que les paroles, à la hauteur d'une « stupide bravade sexuelle », ont tout de la « sophistication des pollutions nocturnes d'un adolescent ».
IndieLondon note que la chanson est le point culminant de The Sweet Escape (2006) et poursuit que « le don de Stefani est qu'elle peut prendre quelque chose qui, sur le papier, semble ringard et le rendre tout à fait cool »,. Face aux critiques, Stefani défend la chanson notamment l'usage de la chanson de la Mélodie du Bonheur. « Je savais que certaines personnes ne la comprendraient pas » et précise que la chanson « dit de prendre du bon temps, les chansons idiotes rendent heureux, il ne faut pas les prendre trop au sérieux ».

### Accueil commercial

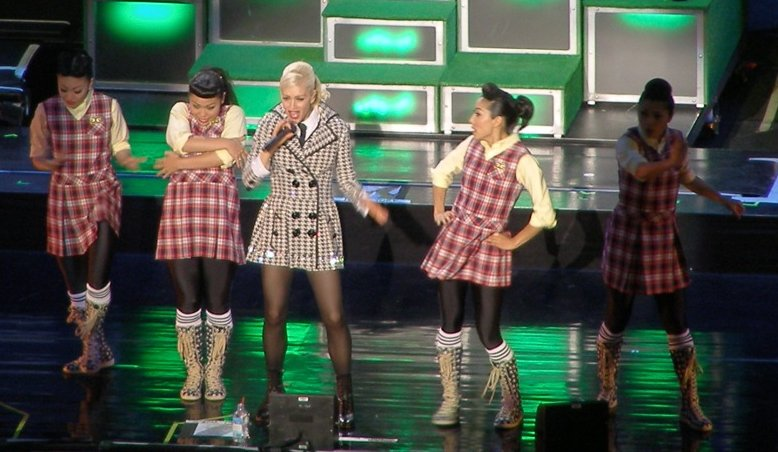
Interprétation de Wind It Up par Stefani lors de la tournée Sweet Escape Tour en 2007.

La chanson connaît un succès très modéré. Aux États-Unis, la chanson débute à la 40e place dans le Billboard Hot 100 comme « Hot Shot Debut » le 18 novembre 2006. La chanson est présente 18 semaines dans le classement. Sa meilleure position à la 6e place est atteinte cinq semaines après son entrée. La chanson se classe à la 5e position dans le Hot Dance Club Songs et le Digital Songs, à la 18e du Pop Song et 52e du Hot 100 Airplay (Radio Songs).
Le titre évolue de la même façon en Europe, le titre atteint la 3e position du European Hot 100 Singles. Au Royaume-Uni, le single débute à la 8e place avant d'atteindre la 3e place la semaine suivante. La chanson quitte le classement au bout de dix semaines. Le titre se classe dans le top dix en Belgique francophone et néerlandophone, Finlande, Irlande, Italie, Norvège, Pays-Bas, République tchèque, et dans le top 20 en Autriche, en France, en Suède et en Suisse.
En Océanie, l'accueil est positif. En Nouvelle-Zélande, le titre se classe à la première place. En Australie, Wind It Up se place en 5e place. Dans les deux pays, le disque est certifié d'or,.

## Clip vidéo

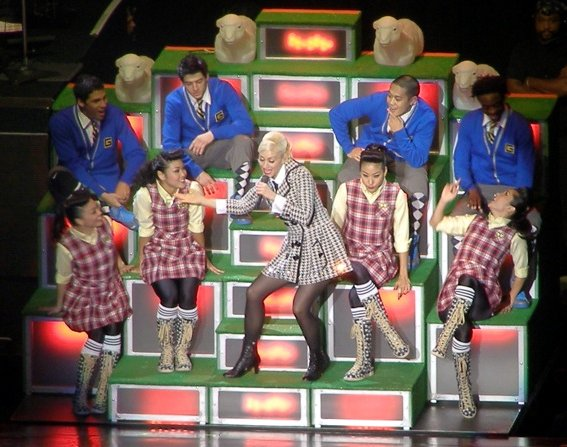
La scène a été conçue comme une colline avec des moutons sur la tournée The Sweet Escape, en référence à une scène dans le film La mélodie du bonheur.

Le clip vidéo est réalisé par Sophie Muller., a été filmé en octobre 2006. Il est diffusé la première fois en novembre 2006 sur la chaîne télévisée MTV. Une version en 3D est également réalisée, néanmoins elle n'est jamais sortie. Après le visionnage de la vidéo, Jimmy Iovine, cofondateur de la maison de disque Interscope, décide de travailler avec le réalisateur James Cameron pour produire d'autre films en 3D.

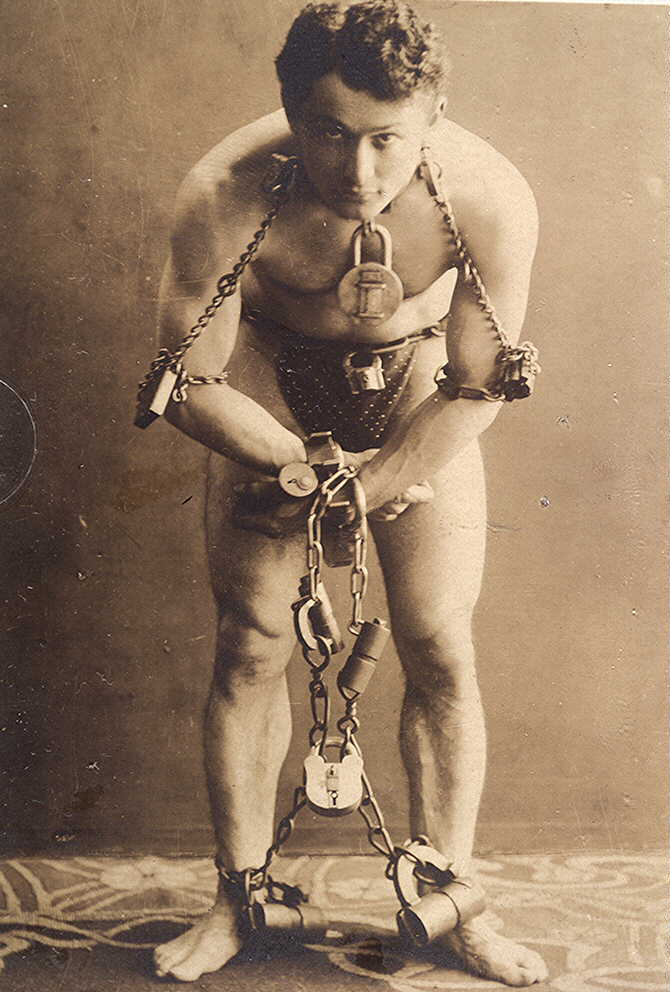
Stefani fait une allusion à Harry Houdini dans le clip vidéo.

Bien qu'il ne reproduit pas complètement le film, le clip fait figurer de nombreuses tenues et scènes qui s'inspirent de La Mélodie du bonheur. Les Harajuku Girls et Stefani dansent la plupart du temps devant un champ de fleur ou des clés stylisées avec deux lettres « G » accolées dos à dos. Dans une scène imitant La Mélodie du Bonheur, Stefani reprend le rôle de Maria Augusta Trapp. Vêtus de pyjamas, ses danseurs, sautent au-dessus d'un lit duquel Stefani est assise. Dans une autre scène, Stefani utilise des rideaux pour tailler des uniformes de marin. La chanteuse apparaît dans différentes tenues dont celui d'une religieuse ou d'un chef d'orchestre qui rappelle Fantasia. Une scène utilise de la fumée pour donner l'illusion que Stefani grimée en reine de l'évasion est immergée à la recherche d'une clé. Elle fait semblant de retirer une grosse clé de sa bouche, symbole de la « douce évasion », comme une allusion à l'art de l'évasion d'Harry Houdini.

## Interprétation en direct
Dès le début de sa première tournée Harajuku Lovers Tour en octobre 2005 pour promouvoir son premier album studio Love. Angel. Music. Baby. (2004), Stefani interprète Wind It Up et Orange County Girl, deux chansons qui seront publiées sur son deuxième album studio The Sweet Escape (2006),. La chanson est également interprétée lors de la tournée suivante The Sweet Escape Tour en 2007.

## Fiche technique

### Formats et pistes
Source des pistes.
| 1. | Wind It Up                         | 3:11 |
| 2. | Wind It Up (Original Neptunes Mix) | 3:08 |

| 1. | Wind It Up                           | 3:11 |
| 2. | Wind It Up (Original Neptunes Mix)   | 3:08 |
| 3. | Wind It Up (Instrumental w/o sample) | 3:11 |
|    | Extra                                |      |
|    | Wind It Up (Video)                   |      |

### Crédits
Crédits adaptés du livret de l'album The Sweet Escape.
| - Chant : Gwen Stefani - Voix additionnelles : Talent Bootcamp Kids - Auteurs-compositeurs : Stefani, Pharrell Williams, Richard Rodgers et Oscar Hammerstein II - Producteurs : The Neptunes - Édition : Harajuku LoverMusic (ASCAP), Waters of Nazareth Publishing/EMI-Blackwood Music Inc. 'BMI) et Williamson Music (ASCAP) - Orchestration : Ron Fair - Arrangements original : Jeremy Healy, Paul Morris | - Ingénieur du son : Brian Garten - Assistant ingénieur du son : Hart Gunther - Programmation et clavier additionnels : Pete Davis - Enregistré à : - South Beach Studios, Miami Beach, Floride, États-Unis - Record Plan Recording Studios, Hollywood, Californie, États-Unis - Capitol Studios, Hollywood, Californie, États-Unis - Mixage et production additionnelle : Mark 'Spike' Stent, à The Mix Suite, Olympic Studio, Londres, Royaume-Uni |

- Contient une interpolation de la composition The Lonely Goatherd écrite par Richard Rodgers et Oscar Hammerstein II et publié par Williamson Music (ASCAP).

## Classements et certifications
| Classement (2006-2007)                  | Meilleure position |
| --------------------------------------- | ------------------ |
| Allemagne (Media Control AG)            | 21                 |
| Australie (ARIA)                        | 5                  |
| Autriche (Ö3 Austria Top 40)            | 18                 |
| Belgique (Flandre Ultratop 50 Singles)  | 8                  |
| Belgique (Wallonie Ultratop 50 Singles) | 7                  |
| Canada (Canadian Hot 100)               | 1                  |
| Danemark (Tracklisten)                  | 14                 |
| États-Unis (Hot 100)                    | 6                  |
| États-Unis (Pop Airplay)                | 18                 |
| États-Unis (Dance Club Songs)           | 5                  |
| États-Unis (Radio Songs)                | 52                 |
| États-Unis (Digital Songs)              | 5                  |
| Europe (European Hot 100 Singles)       | 3                  |
| Finlande (Suomen virallinen lista)      | 6                  |
| France (SNEP)                           | 12                 |
| Hongrie (Dance Top 40)                  | 38                 |
| Irlande (IRMA)                          | 10                 |
| Italie (FIMI)                           | 6                  |
| Norvège (VG-lista)                      | 7                  |
| Nouvelle-Zélande (RMNZ)                 | 1                  |
| Pays-Bas (Nederlandse Top 40)           | 18                 |
| Tchéquie (IFPI Rádio)                   | 9                  |
| Royaume-Uni (UK Singles Chart)          | 3                  |
| Slovaquie (IFPI Rádio)                  | 23                 |
| Suède (Sverigetopplistan)               | 20                 |
| Suisse (Schweizer Hitparade)            | 14                 |

| Classement (2006)    | Position |
| -------------------- | -------- |
| Australie            | 67       |
| Classement (2007)    | Position |
| Australie            | 83       |
| Belgique (Flandre)   | 56       |
| Belgique (Wallonie)  | 38       |
| Pays-Bas             | 70       |
| Europe (Hot 100)     | 52       |
| États-Unis (Hot 100) | 52       |

| Pays                     | Certifications |
| ------------------------ | -------------- |
| Australie (ARIA)         | Or             |
| Nouvelle-Zélande (RIANZ) | Or             |